# Джордж Ґренвілл
Джордж Ґренвілл (англ. George Grenville, 14 жовтня 1712 — 13 листопада 1770) — британський державний діяч вігів, який досяг посади прем'єр-міністра Великої Британії. У 1762—1763 роках недовго займав посаду Першого лорда Адміралтейства. Прослуживши в уряді упродовж відносно короткого періоду у 7 років, став 8-м Прем'єр-міністром Великої Британії (1763—1765). Був одним з небагатьох прем'єр-міністрів (серед яких також Вільям Пітт молодший, Вінстон Черчилль, Джордж Каннінг, Спенсер Персіваль і Вільям Гладстон), які ніколи не мали звання пера.

## Біографія
Ґренвілл народився у впливовій політичній сім'ї та вперше потрапив до парламенту в 1741 році як член парламенту від Бекінгема. Він з'явився як один із «виводку Кобгема» (англ. Cobham's Cubs), групи молодих членів парламенту, пов'язаних з лордом Кобгемом.
У 1754 році Ґренвілл став скарбником військово-морського флоту, і займав цю посаду двічі до 1761 року. У жовтні 1761 року він вирішив залишитися в уряді та прийняв нову роль лідера палати громад, пішовши на розрив зі своїм зятем і політичним союзником Вільямом Піттом, який пішов у відставку. Згодом новий прем'єр-міністр лорд Б'ют зробив Ґренвілла секретарем північних країн і першим лордом Адміралтейства . 8 квітня 1763 року лорд Б'ют пішов у відставку, і Ґренвілл зайняв посаду прем'єр-міністра. Його уряд намагався взяти державні витрати під контроль і проводив рішучу зовнішню політику. Його найвідомішою політикою є Закон про державні гербові збори, давній податок у Великій Британії, який Ґренвілл поширив на колонії в Америці, але який викликав широку опозицію в американських колоніях Британії та пізніше був скасований. У Ґренвілла були дедалі напружені стосунки зі своїми колегами та королем. У 1765 році Георг III відправив його у відставку і заміненив на лорда Рокінгема. Протягом останніх п'ятьох років свого життя Ґренвілл очолював групу своїх прихильників в опозиції та влаштував публічне примирення з Піттом.

Герб Ґренвілла з Воттон-Андервуда, Бакінгемшир: зелений, на срібному хресті п'ять торто

### Молоді роки

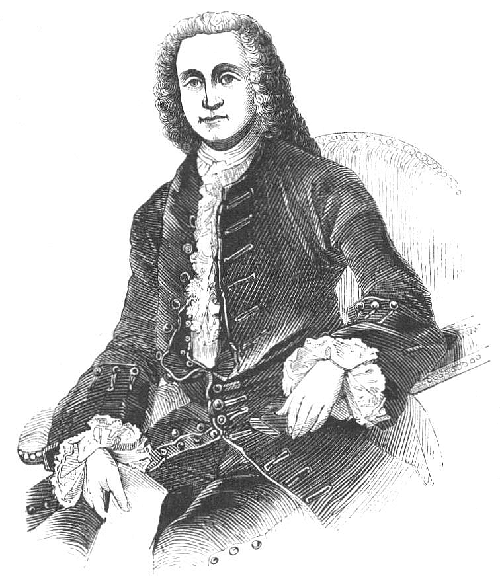

Джордж Ґренвілл народився в Воттон-гаузі 14 жовтня 1712 року. Він був другим сином Річарда Ґренвілла та Гестер Темпл (пізніше 1-а графиня Темпл). Він був одним із п’ятьох братів, усі з яких стали депутатами. Його сестра Гестер Ґренвілл вийшла заміж за провідного політичного діяча Вільяма Пітта. Його старшим братом був Річард Ґренвілл, пізніше 2-й граф Темпл. Батьки планували, що Джордж Ґренвілл стане адвокатом. Ґренвілл здобув освіту в Ітонському коледжі та Крайст-Черчі, Оксфорд, і був покликаний до адвокатури в 1735 році.

## Політика

### Лояліст

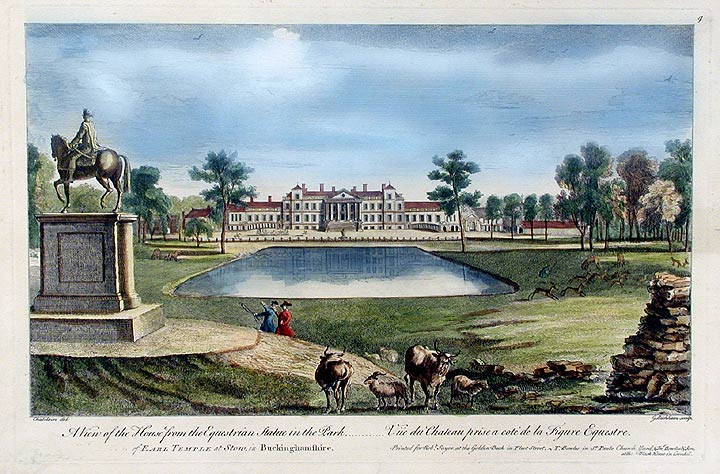
Stowe House, Бакінгемшир, політична база виводку Кобгема. У 1749 році маєток перейшов до брата Ґренвілла Річарда.

Він увійшов до парламенту в 1741 році як один із двох депутатів від Бекінгема і продовжував представляти цей район протягом наступних двадцяти дев'яти років до своєї смерті. Він був розчарований тим, що відмовився від багатообіцяючої юридичної кар’єри через невизначеність опозиційної політики.
У парламенті він підписався на партію «Хлопці-патріоти», яка виступала проти сера Роберта Волпола. Зокрема, він користувався заступництвом лорда Кобгема, лідера фракції, до якої входили Джордж Ґренвілл, його брат Річард, Вільям Пітт і Джордж Літтлтон, які стали відомі як виводок Кобгема .

### Приєднується до адміністрації
У грудні 1744 року він став лордом адміралтейства в адміністрації Генрі Пелема. Він об'єднався зі своїм братом Річардом і Вільямом Піттом (який став їхнім шваґром у 1754 році), щоб змусити Пелема підвищити їх, повставши проти його влади та перешкоджаючи бізнесу. У червні 1747 року Ґренвілл став лордом казначейства.
У 1754 році Ґренвілл став скарбником ВМС і таємним радником. Разом з Піттом та кількома іншими колегами він був звільнений у 1755 році після того, як виступив і проголосував проти уряду під час дебатів щодо нещодавнього договору про субсидії з Росією, який, на їхню думку, був невиправдано дорогим і втягнув Британію в суперечки на континентальній Європі . Опозиція європейській плутанині була наріжним каменем мислення вігів-патріотів.
Він і Пітт приєдналися до опозиції, виступаючи проти уряду Ньюкасла. Ґренвілл і Пітт виступали за створення британського ополчення для забезпечення додаткового війська, а не за залучення найманців з Гессена, за яких платить уряд. У міру погіршення військової ситуації після втрати Менорки уряд дедалі слабшав, доки він не був змушений піти у відставку восени 1756 року.

## В уряді з Піттом

### Скарбник ВМФ
Тоді Пітт сформував уряд на чолі з герцогом Девонширським. Ґренвілла повернули на посаду скарбника військово-морського флоту, що стало великим розчаруванням, оскільки він очікував отримати більш престижну та прибуткову посаду казначея армії. Це додало ще одну краплю до ситуації, яку Ґренвілл вважав серією попередніх образ, у яких Пітт та інші обійшли його на посади на користь людей, яких він вважав не більш талановитими, ніж він сам. Відтоді Ґренвілл відчував зростаючу образу на Пітта і зблизився з молодим принцом Уельським і його радником лордом Б’ютом, які обидва тепер були проти Пітта.
У 1758 році, будучи скарбником військово-морського флоту, він представив і провів законопроект, який встановлював більш справедливу систему виплати зарплати морякам і підтримки їхніх сімей під час перебування в морі, яку хвалили за її гуманність, якщо не за її ефективність. Він залишався на посаді в роки британських перемог, зокрема Annus Mirabilis 1759 року, заслуга в якій належала уряду, членом якого він був. Однак його семирічний син помер після тривалої хвороби, і Ґренвілл залишався поруч з ним у їхньому заміському будинку у Воттоні та рідко приїздив до Лондона.
У 1761 році, коли Пітт пішов у відставку через питання війни з Іспанією, і згодом працював лідером палати громад в адміністрації лорда Б'юта. Роль Ґренвілла розглядалася як спроба залучити в уряд когось, тісно пов’язаного з Піттом, щоб запобігти активній протидії Пітту та його прибічникам уряду. Однак незабаром це призвело до конфлікту між Ґренвіллом і Піттом. Ґренвілл також вважався відповідним кандидатом, оскільки його чесна репутація означала, що він користувався лояльністю та повагою серед незалежних депутатів.

### Північний секретар

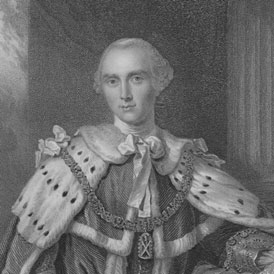
Лорд Б'ют, прем'єр-міністр між 1762 і 1763 роками, під керівництвом якого служив Ґренвілл і якого пізніше змінив

У травні 1762 року Ґренвілла було призначено Північним секретарем, де він займав дедалі жорсткішу позицію в переговорах з Францією та Іспанією, спрямованих на завершення Семирічної війни.
Ґренвілл вимагав значно більшої компенсації в обмін на повернення британських завоювань, тоді як Б’ют виступав за більш щедру позицію, яка зрештою лягла в основу Паризького договору. Незважаючи на це, Ґренвілл став асоціюватися з Б’ютом, а не з його колишніми політичними союзниками, які ще більше, ніж він, виступали проти мирного договору. У жовтні він став Першіим лордом Адміралтейства. Генрі Фокс зайняв пост лідера громад і провів мирний договір через парламент.
Позиція Б'юта дедалі слабшала, оскільки він був надзвичайно непопулярним, що призвело до того, що він кілька разів пропонував свою відставку Георгу III. Зрештою, Георг III неохоче прийняв відставку Б'юта і визнав, що ґренвілл має бути його наступником, незважаючи на особисту неприязнь до нього. У квітні 1763 року Ґренвілл став першим лордом казначейства та канцлером казначейства, змінивши Б’юта на посаді першого міністра після того, як Генрі Фокс відмовився від цієї посади.

## Прем'єр-міністр
Першим кроком Ґренвілла було судове переслідування Джона Вілкса за публікацію в газеті The North Briton статті, яка висміювала промову короля Георга III, зроблену 23 квітня 1763 року  Вілкс був притягнутий до кримінальної відповідальності за «крамольний наклеп» і після дуелі з прихильником Ґренвілла Семюелем Мартіном втік до Франції. Пізніше Вілкс був обраний і переобраний виборчим округом Міддлсекс. Парламент постійно відмовляв йому в допуску до парламенту, і це стало проблемою для кількох наступних урядів.
Оскільки Британія намагалася відшкодувати витрати Семирічної війни і зараз гостро потребувала фінансування для британської армії в американських колоніях, найневідкладнішим завданням Ґренвілла було відновлення фінансів нації. Йому також довелося мати справу з наслідками повстання Понтіака, яке спалахнуло в Північній Америці в 1763 році. Видатні заходи його адміністрації включали судове переслідування Джона Вілкса та ухвалення Закону про американську державну марку 1765 року, що призвело до перших симптомів відчуження між американськими колоніями та Великою Британією. 

### Акт про печатку

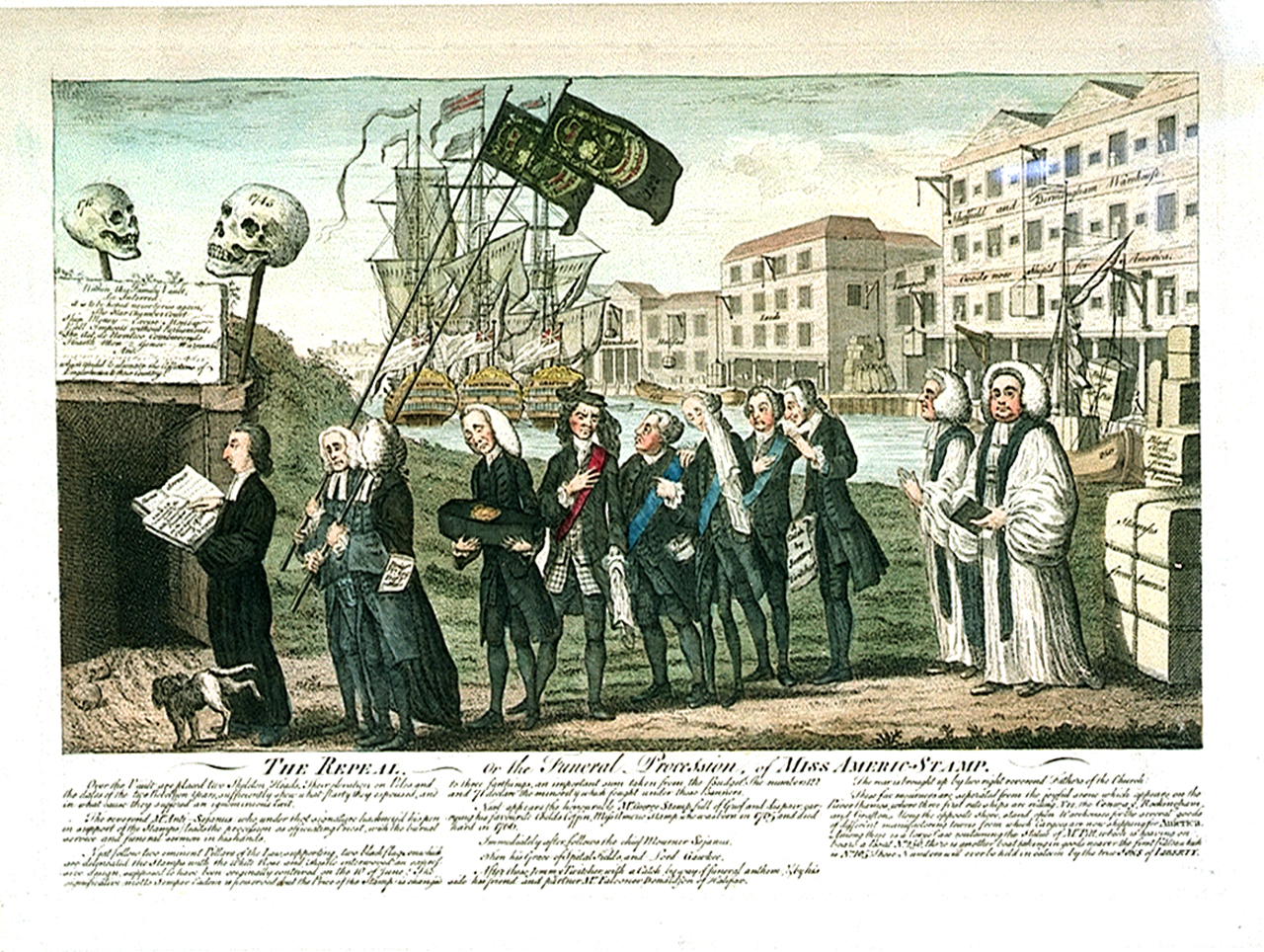
Карикатура, яка зображує скасування Закону про гербові знаки як похорон, на якому Ґренвілл несе дитячу труну з позначкою «Міс Американська марка, народилася в 1765 році, померла в 1766» (Черепи символізують шотландські повстання 1715 і 1745 років)

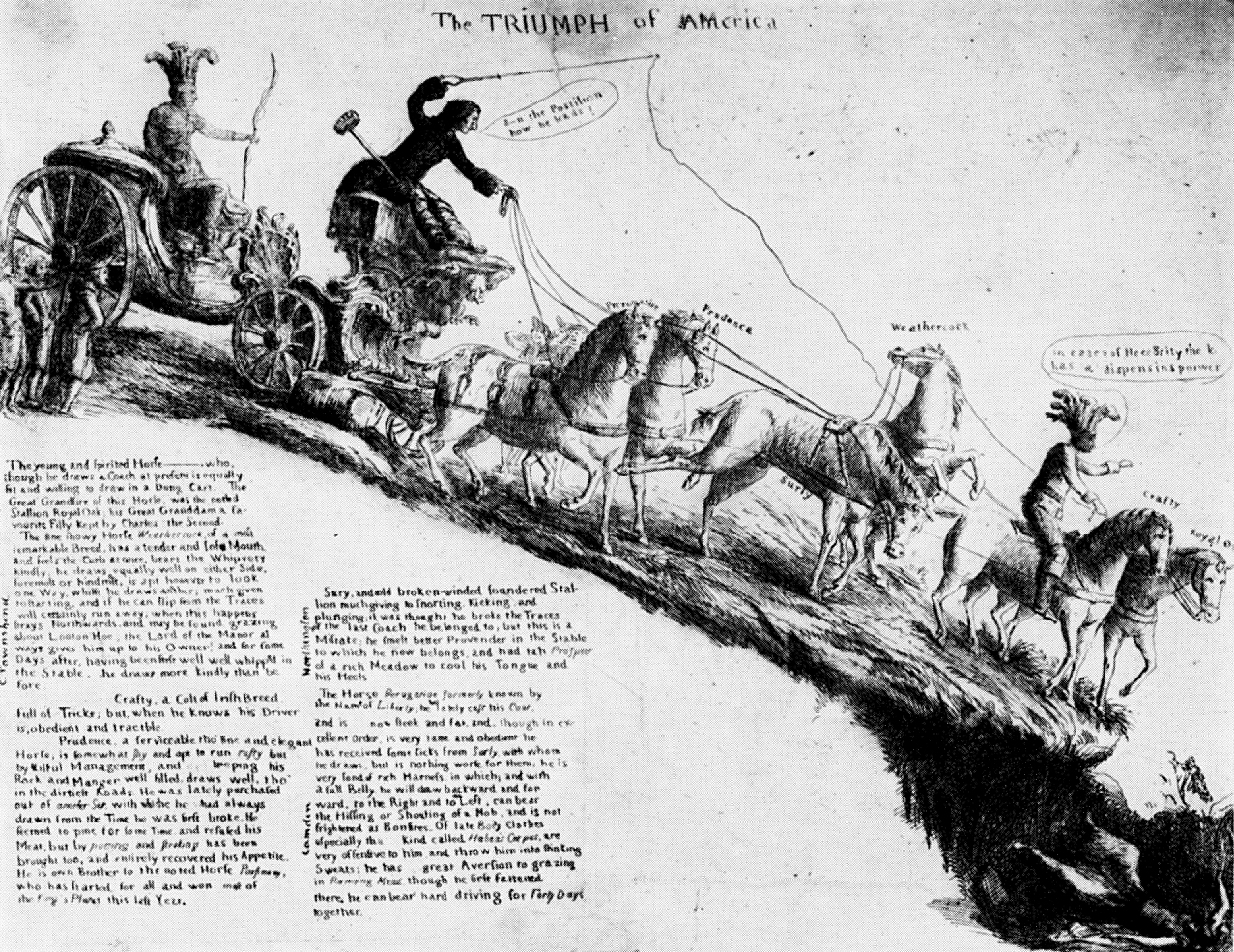
Англійська газета про скасування закону про гербовий збір

Один із найвидатніших заходів адміністрації Ґренвілла відбувся в березні 1765 року, коли Ґренвілл опублікував Закон про гербовий знак, прийнятий у листопаді того ж року. Це був ексклюзивний податок, який накладався на колонії в Америці, вимагаючи, щоб документи та газети друкувалися на штампованому папері з Лондона з тисненою податковою маркою, яку потрібно було оплачувати британською валютою. Це було зустрінуте загальним обуренням і призвело до публічних актів непокори та бунтів по всіх колоніях Америки.

### Зовнішня політика
У суперечках з Іспанією та Францією Ґренвіллу вдалося забезпечити британські цілі, застосувавши те, що пізніше було названо дипломатією канонерських човнів. Під час його правління міжнародна ізоляція Великої Британії посилилася, оскільки Британія не змогла забезпечити союзи з іншими великими європейськими державами, ситуацію, яку наступні уряди не змогли змінити, що призвело до того, що Британія воювала з кількома країнами під час Війни за незалежність США без головного союзника.

### Звільнення
Король робив різні спроби спонукати Пітта прийти йому на допомогу, сформувавши міністерство, але безуспішно, і нарешті звернувся до лорда Рокінґгема. Коли Рокінґгем погодився прийняти посаду, король відправив Ґренвілла у відставку в липні 1765 року. Він більше ніколи не обіймав посади.
Прізвисько «лагідний пастух» отримав за те, що він набридав Палаті, запитуючи знову і знову під час дебатів щодо законопроекту про сидр 1763 року, щоб хтось сказав йому, «куди» закласти новий податок, якщо не покласти на сидр. Пітт насвистував популярну мелодію (від Бойса ) «Лагідний пастух, скажи мені де», розсмішивши депутатів. Хоча мало хто перевершував його у знанні форм палати чи в майстерності адміністративних деталей, йому бракувало такту у поводженні з людьми та справами.

## Пізніша кар'єра
Після періоду активної опозиції Міністерству Чатема на чолі з Піттом між 1766 і 1768 роками, Ґренвілл став старшим державним діячем протягом останніх кількох років, намагаючись уникнути зв’язків із будь-якою фракцією чи партією в Палаті громад. Він зміг спостерігати за переобранням своєї основної групи прихильників на загальних виборах 1768 року. Його послідовники включали Роберта Клайва та лорда Джорджа Саквіля, і він отримав підтримку від свого старшого брата лорда Темпла.
Наприкінці 1768 року він помирився з Піттом, і вони об’єднали зусилля, відновивши партнерство, яке розпалося в 1761 році, коли Пітт пішов у відставку з уряду. Ґренвіллу вдалося мобілізувати опозицію під час виборчої суперечки у Міддлсексі.
Ґренвілл притягнув до відповідальності Джона Вілкса, друкарів і авторів за зраду та заколот за публікацію різкої редакційної статті про недавню промову короля Георга III у щотижневому виданні "The North Briton". Після програшу справи Ґренвілл втратив прихильність громадськості, яка вважала цей вчинок спробою змусити замовкнути або контролювати пресу.
Незважаючи на те, що він був особисто проти Вілкса, Ґренвілл вважав спробу уряду заборонити йому членство в Палаті громад неконституційною, і принципово виступав проти неї.
Після вторгнення Франції на Корсику в 1768 році Ґренвілл виступив за надання британській підтримці Корсиканській Республіці. Ґренвілл критикував нездатність уряду Ґрафтона втрутитися, і вважав, що така слабкість підбадьорить французів. У Палаті громад він зауважив: «Через страх перед війною ви зробите війну неминучою».
У 1770 році Ґренвіль скерував законопроект про результати суперечливих виборів, головне питання у вісімнадцятому столітті, незважаючи на сильний спротив з боку уряду .
Ґренвілл помер 13 листопада 1770 року у віці 58 років. Його особисті прихильники розділилися після його смерті, і деякі приєдналися до уряду лорда Норта. У довгостроковій перспективі Ґренвіллісти були відроджені Вільямом Піттом Молодшим, який обіймав посаду прем’єр-міністра з 1784 року та домінував у британській політиці до своєї смерті в 1806 році. Власний син Ґренвілла, Вільям Ґренвілл, пізніше ненадовго обіймав посаду прем'єр-міністра.
Посмертний аналіз Джорджа Ґренвілла провів Джон Гантер, який зберіг зразки у своїй колекції, яка згодом стала Гантеріанським музеєм . Подальший аналіз цих зразків, опублікований Королівським коледжем хірургів Англії, показує, що Джордж Ґренвілл був уражений множинною мієломою на момент своєї смерті.

## Спадщина
Він був одним із відносно небагатьох прем’єр-міністрів (інші включають Генрі Пелема, Вільяма Пітта Молодшого, Генрі Кемпбелл-Баннермана, Бонара Лоу, Рамзі МакДональда, Невіла Чемберлена, Сер Вінстона Черчилля, Джорджа Каннінга, Спенсера Персевала, Вільяма Еварта Гладстона, Едварда Гіта, Джон Мейджор, Тоні Блер, Гордон Браун, Девід Кемерон, Тереза Мей, Борис Джонсон і Ліз Трасс), які ніколи не приєднувалися до рангу перів.
Місто Ґренвілл, Квебек, було названо на честь Джорджа Ґренвілла. Місто, у свою чергу, є тезкою для Ґренвільського орогенезу, довготривалого мезопротерозойського гороутворення, пов'язаного з утворенням суперконтиненту Родінія. Його видатною властивістю є видатний орогенний пояс, який охоплює значну частину північноамериканського континенту, від Лабрадору до Мексики, і простягається до Шотландії.

## Сімейне життя
У 1749 році Ґренвілл одружився з Елізабет Віндем (1719 — 5 грудня 1769), донькою сера Вільяма Віндема та онукою герцога Сомерсета . Сомерсет не схвалював їх шлюб і, отже, залишив Єлизаветі лише невелику суму у своєму заповіті.
Подружжя мало чотирьох синів і чотирьох дочок.  (В одному звіті говориться, що у них було п’ять дочок).
1. Річард Ґренвілл (помер 1759 р.), помер молодим
2. Джордж Наджент-Темпл-Ґренвілл, 1-й маркіз Бекінгемський (17 червня 1753 — 11 лютого 1813), батько 1-го герцога Бекінгема і Чандоса
3. Шарлотта Ґренвілл ( прибл. 1754 — 29 вересня 1830), 21 грудня 1771 вийшла заміж за сера Воткіна Вільямса-Вінна, 4-го баронета (1749–1789), і мала восьмеро дітей, шестеро з яких дожили до повноліття.
4. Томас Ґренвілл (31 грудня 1755 – 17 грудня 1846), член парламенту та бібліофіл, помер неодруженим
5. Елізабет Ґренвілл (24 жовтня 1756 – 21 грудня 1842), вийшла заміж (як його друга дружина) за Джона Пробі, 1-го графа Керісфорта (1751–1828), 12 квітня 1787 і мала трьох дочок
6. Вільям Ґренвілл 1-й барон Ґренвілл (25 жовтня 1759 — 12 січня 1834), пізніше прем'єр-міністр
7. Кетрін Ґренвілл (1761 – 6 листопада 1796), вийшла заміж за Річарда Невілла-Олдворта (1750–1825), згодом за Річарда Гріффіна, 2-го барона Брейбрука, 19 червня 1780 року, і мала чотирьох дітей.
8. Гестер Ґренвілл (до 1767 – 13 листопада 1847), вийшла заміж за Г’ю Фортеск’ю, 1-го графа Фортеск’ю, 10 травня 1782 року та мала дев’ятьох дітей

На момент його смерті в 1770 році він був імовірним спадкоємцем графства Темпл, яким володів його старший брат Річард (який змінив цей титул своєї матері в 1752 році, але не мав синів). Коли Річард помер у 1779 році, другий (але найстарший із тих, хто вижив) син Джорджа, також Джордж, став третім графом Темплом, а згодом став маркізом Бекінгемським. Його чоловіча лінія збереглася до смерті 3-го герцога Бекінгема і Чандоса в 1889 році.